# Müller Antal (pap, 1913–1991)
Müller Antal (Bácsszentgyörgy, Bács-Bodrog vármegye, 1917. március 31. – 1991. január 13.) magyar katolikus pap, érseki tanácsos.

## Élete
Bácsszentgyörgyön született 1917. március 31-én, római katolikus vallásban. Középiskoláit 1929–1933 között Baján, majd 1933–1937 között Kalocsán végezte, majd teológiát hallgatott ugyanott. 1942. március 22-én szentelték pappá Kalocsán, majd még abban az évben káplánná nevezték ki a bezdáni plébániára. 1944-ben Borotán lett káplán, 1951-ben pedig a Pécsi egyházmegyéhez tartozó Püspökpusztára helyezték mint plébánoshelyettest. Ugyancsak plébánoshelyettesként került 1954-ben Bácsborsódra is, ám a következő évben már esperesi címet kapott, 1957-től pedig a község kinevezett plébánosa lett. 1979-ben érseki tanácsosi címet nyert el. Bácsborsódi plébánosként hunyt el, 1991. január 13-án.